# 太湖行政办事处
太湖行政办事处是苏南行政区的一个县级行政区划。

## 历史
1949年4月下旬，中国人民解放军渡江南下，解放苏南地区。太湖地区的匪患当时已经有上百年历史，愈演愈烈。据不完全统计，解放时太湖有“水火帮”（“水浒帮”）44个，1300多名匪徒，联络点、窝赃点100多个。大的帮有船10多条，小的帮三四条船，有各自的活动范围，时聚时散。以船为家，白天拾荒、打鱼，晚上伺机作案。以家族、亲友结伙，有严密的帮规和暗语，违者轻则挨打，重则处死。一旦入伙，终身为匪，世代相传。在土匪严重的老窝，几乎家家与土匪有牵连。苏州民谚“拔不尽土里的稗草，捉不完太湖里的强盗”。江苏省政府主席丁治磐在嵊泗列岛的枸杞岛成立了“江苏人民反共自卫救国军”，网罗太湖水匪，委任胡肇汉为“江苏人民反共自卫救国军第二纵队”指挥官，指挥太湖东部的匪特活动；委任潘汉忠为“反共救国军独立支队”支队长，收罗张渚、太华山区的匪特，在太湖西部山区活动，等等。
1949年7月10日，苏南区党委、苏南军区发出《关于开展太湖地区肃清残匪，发动群众建设政权工作的决定》。苏南军区成立太湖地区剿匪委员会，苏州军分区司令员王治平为主任委员，原新四军太湖留守处主任薛永辉任副主任委员，常州军分区司令员朱传宝、湖州军分区参谋长方志成、宜兴县委书记徐行为委员，统一指挥太湖沿岸7个县、区的剿匪武装。成立太湖剿匪指挥部，王治平任总指挥，苏州市委书记兼苏州市长惠浴宇任政委。朱传宝、方志成任副总指挥。指挥部设在吴县东山的雕花楼内。在苏州、湖州、常州分别建立东线、南线、西线3个分指挥部，由正副总指挥兼任分指挥。调集华东警备第8旅第24团、警备第7旅第19团和苏南警备3团共l1个营的兵力。又从江阴炮台凋集了8艘炮艇和常州军分区两艘机动船，组建了水上大队，投入太湖的剿匪斗争。同时成立太湖区行政特派员办事处。王治平任行政特派员，薛永辉任副特派员，下设作战、侦察、民运等职能部门，管辖太湖水域和湖中岛屿及沿湖一公里的陆地和港口，协同剿匪肃特。由苏南军区牵头，建立苏浙皖边剿匪指挥部。在太湖周边建立青(浦)、昆(山)、嘉(定)、太(仓)、澄(江阴)、(无)锡、虞(常熟)、淀山湖剿匪指挥所，以加强省（市)县之间协同联合剿匪，堵截匪特跨界流窜。警备8旅第24团奉命从无锡出发至苏州，开往太湖地区执行剿匪任务。团部驻防在交通枢纽平望镇;一营驻震泽镇;二营驻同里镇;三营驻芦墟镇，以剿匪任务为主，同时协助地方党政部门开展群众工作，建立并保护区乡政权。
1950年4月15日，中共太湖工作委员会、太湖区行政办事处正式开始办公。办事处主任倪大成。设于东山镇，下辖原属苏州专区吴县的东山、西山两区20个乡镇共123个行政村1053个行政组，武进县马山区所辖4个乡，吴县横泾区，以及下辖5个水上区(后合并为湖东、湖中、湖西3个区)16个水上乡。1950年9月30日，湖西乡又划给太湖区行政办事处横泾区。1950年11月21日，经中央人民政府内务部核准，由华东军政委员会下令，将浙江省湖州专区所辖的南太湖区域划归苏南太湖办事处。
太湖船只登记造册，按港口编组停泊，实行扎口管理，改变了过去民匪不分的状态。在群众中组织了3500多个防匪小组，有4.7万人参加，堵住残匪流窜。据太湖东线分指挥部统计，截至1950年底，共歼灭匪特200余股，3400余人，其中司令、总队长、旅长、团长等匪首l30人。缴获六0炮2门，轻重机枪48挺，冲锋枪25支，长短枪支1850支，炮弹192发，子弹8.8万发，手榴弹570枚以及船只、自行车、电话机等一批物资。
1951年2月，太湖区行政办事处所辖之马山区划归武进县。1951年6月，太湖区行政办事处撤销，辖区并入吴县。1951年8月4日太湖进剿指挥部在光福成立，松江军分区副司令员朱亚明任指挥，1952年5月27日撤销。
1952年7月1日在东山镇成立中共苏南区太湖工作委员会、苏南人民行政公署太湖办事处、太湖区人民武装部。吕功臣任书记，倪大成任办事处主任。下辖东山、西山两区20个乡镇。属苏南区党委、苏南行署领导并受苏州地委、苏州专员公署督导。
经三年的战斗，至1952年底，歼匪296股，计6161人，缴获各种武器4056支(挺、门)和大批弹药，基本结束太湖匪患。1952年12月中旬太湖办事处开始民船民主改革工作，1953年3月全面展开，逮捕匪霸24人、管制22人，发放贷款1万多元扶持渔业生产。
1953年2月12日太湖区联防委员会在东山成立。该会由太湖、吴县、吴江、无锡、宜兴等县（区）组成。
1953年5月1日苏南人民行政公署太湖办事处更名震泽县人民政府，倪大成任县长；中共太湖工委改称中共震泽县委员会，吕功臣任书记。下辖东山、西山及水上区。5月下旬，武进县马山区、吴县横泾区及光福区纪龙乡所辖之冲山、漫山两村划归震泽县管辖。1954年6月，震泽县马山区划归无锡市，吴县枫桥区越溪乡划归震泽县横泾区管辖。
1959年4月10日，震泽县撤销，所属辖区归并吴县。